# Гулия (село)
Гулия (болг. Гулия) — село в Болгарии. Находится в Кырджалийской области, входит в общину Крумовград. Население составляет 78 человек.

## Политическая ситуация
В местном кметстве Гулия, в состав которого входит Гулия, должность кмета (старосты) исполняет Юсеин Мехмед Махмуд (Движение за права и свободы (ДПС)) по результатам выборов.
Кмет (мэр) общины Крумовград — Себихан Керим Мехмед (Движение за права и свободы (ДПС)) по результатам выборов.